# Monosolenium tenerum
Monosolenium tenerum är en bladmossart som beskrevs av William Griffiths. Monosolenium tenerum ingår i släktet Monosolenium och familjen Monosoleniaceae. Inga underarter finns listade i Catalogue of Life.